# Stavtärnan
Stavtärnan är en sjö i Gävle kommun och Sandvikens kommun i Gästrikland och ingår i Dalälvens huvudavrinningsområde. Sjön har en area på 0,0738 kvadratkilometer och ligger 72 meter över havet. Stavtärnan ligger i Lomsmuren Natura 2000-område.

## Delavrinningsområde
Stavtärnan ingår i det delavrinningsområde (669653-156597) som SMHI kallar för Mynnar i Bramsöfjärden. Medelhöjden är 66 meter över havet och ytan är 35,46 kvadratkilometer. Det finns inga avrinningsområden uppströms utan avrinningsområdet är högsta punkten. Vattendraget som avvattnar avrinningsområdet har biflödesordning 2, vilket innebär att vattnet flödar genom totalt 2 vattendrag innan det når havet efter 55 kilometer. Avrinningsområdet består mestadels av skog (53 procent), jordbruk (21 procent) och sankmarker (15 procent). Avrinningsområdet har 0,26 kvadratkilometer vattenytor vilket ger det en sjöprocent på 0,7 procent. Bebyggelsen i området täcker en yta av 1,02 kvadratkilometer eller 3 procent av avrinningsområdet.